# Bato-See
Der Bato-See liegt in der Provinz Camarines Sur, 9 km südwestlich von Iriga City in der Region Bicol auf der philippinischen Insel Luzon. Der See liegt westlich des Vulkans Iriga, an seinem Ufer liegt die gleichnamige Gemeinde Bato.
Der See umfasst eine Fläche von 28,10 km² und gehört zum Wassereinzugsgebiet des Bicol-Flusses. Wichtige kommerziell genutzte Fischarten sind Raubwelse (Clarias sp.), die Tilapien Tilapia mossambica und Tilapia nilotica und der Karpfen (Cyprinus carpio). Der Kletterfisch Anabas testudineus ist im Seegebiet ebenso beheimatet wie Garnelen der Gattung Macrobrachium. 